# Cecil Sandford
Cecil Charles Sandford (Blockley, 21 februari 1928 – 28 november 2023) was een Brits motorcoureur en tweevoudig wereldkampioen wegrace.

## Carrière
Sandford begon zijn carrière halverwege de jaren veertig in de grasbaanraces in Engeland met een 250cc-Triumph, maar hij schakelde al snel over naar de wegraces. In 1948 kreeg hij sponsorgeld van Arthur Taylor uit Shipston-on-Stour, waarmee hij een Velocette MOV 250 aanschafte. Er volgde ook een 350cc-Velocette KTT Mk VIII waarmee hij in 1948 in de Clubmans Junior TT op het eiland Man startte. Hij viel uit, maar startte in 1949 opnieuw en nu werd hij vijfde. In het najaar van 1949 startte hij zowel in de 350- als de 500cc-race van de Manx Grand Prix, waar hij in de 350cc-race opnieuw vijfde werd. 

### Wereldkampioenschap wegrace

#### 1950
Toen Sandford in het seizoen 1950 promoveerde naar de Isle of Man TT, telde die mee voor het wereldkampioenschap wegrace. Hij werd in de Junior TT slechts 33e, maar kreeg tegen het einde van het seizoen van AJS een 7R "Boy Racer" aangeboden waarmee hij in de Ulster Grand Prix en in de GP des Nations zijn eerste WK-punten scoorde. 

#### 1951
In het seizoen 1951 stond hij onder contract bij Velocette. Met de KTT Mk VIII werd hij tweede in de Grand Prix van Zwitserland en vierde in de Grand Prix van België. 

#### 1952, eerste werelditel
In het seizoen 1952 achtte MV Agusta haar 125 Bialbero genoeg doorontwikkeld om een gooi naar de wereldtitel te doen. Les Graham was er in 1951 slechts als achtste mee geëindigd. In 1951 richtte Graham zich op de 500cc-klasse, maar voor de 125cc-klasse trok men naast Cecil Sandford ook Angelo Copeta, Bill Lomas en Guido Sala aan. Cecil Sandford reed in de eerste race, de Ultra-Lightweight TT de snelste ronde en won de race. Dat herhaalde hij in de TT van Assen. In de Grand Prix van Duitsland werd hij derde, maar na zijn overwinning (met snelste ronde) in de Ulster Grand Prix was hij al zeker van zijn eerste wereldtitel. Hij sloot het seizoen af met een derde plaats in de Grand Prix van Spanje. 

#### 1953
In het seizoen 1953 werd zijn contract bij MV Agusta voor de 125cc-klasse uiteraard verlengd. In de TT van Man werd hij derde, evenals in de TT van Assen. In de Ulster Grand Prix finishte hij als tweede en dat gebeurde in de Grand Prix van Spanje ook. Hij sloot het 125cc-seizoen af als tweede achter Werner Haas met zijn NSU Rennfox. Voor de 500cc-klasse koos MV Agusta Les Graham en Hermann Paul Müller, maar Graham verongelukte tijdens de TT van Man, waarna graaf Domenico Agusta besloot het 500cc-team voor de rest van het seizoen terug te trekken. Daardoor kwam Müller nauwelijks aan racen toe, maar in de GP des Nations en de Spaanse Grand Prix kwamen zowel Hollaus al Sandford als Müller aan de start. Sandford werd in Italië vijfde en viel in Spanje uit. 

#### 1954
Ook in het seizoen 1954 startte Cecil Sandford met de MV Agusta 125 Bialbero, maar de NSU Rennfox, in handen van Rupert Hollaus en Hermann Paul Müller was bijna niet te verslaan. Sandford werd derde in de TT van Man, achter Rupert Hollaus en Sandfords teamgenoot Carlo Ubbiali. In de Ulster Grand Prix werd Sandford slechts vijfde, achter de vier Rennfoxen van Hollaus, Müller, Hans Baltisberger en Werner Haas. Ook in de GP van Duitsland werd Sandford vijfde. Aan het einde van het seizoen had hij slechts acht punten en de achtste plaats in de eindstand. 

#### 1955
In het seizoen 1955 trad Cecil Sandford in dienst van Moto Guzzi, dat hem in de zwaardere 250cc- en 350cc-klassen liet uitkomen. Hij werd teamgenoot van Roberto Colombo, Dickie Dale, Ken Kavanagh, Enrico Lorenzetti en testrijder Duilio Agostini, met Fergus Anderson als teammanager. Hoofdingenieur Giulio Cesare Carcano en Agostini waren vooral druk met de ontwikkeling van de 500cc-V8 en de ontwikkeling van de 250- en 350cc-modellen leed daaronder. Voor de 350cc-klasse was dat niet erg: de Moto Guzzi Monocilindrica 350 kon nog profiteren van zijn lage zwaartepunt en de in de eigen windtunnel ontwikkelde druppelstroomlijn, terwijl de DKW RM 350 niet van de grond kwam en de AJS 7R en de Velocette KTT Mk VIII aan het eind van hun krachten kwamen. In de 250cc-klasse was NSU na de dood van Rupert Hollaus weliswaar gestopt met haar fabrieksondersteuning, maar de NSU Sportmax-productieracer was erg sterk.
In de Isle of Man TT op de Clypse Course werd hij tweede in de Lightweight 250 cc TT, nadat hij zeven ronden aan de leiding had gereden. De 350cc-Junior TT gaf hem de kans eindelijk weer eens met een fabrieksmotor op zijn geliefde Snaefell Mountain Course te rijden. Moto Guzzi vaardigde geen Italianen naar dit 60 km-lange stratencircuit af omdat het zo moeilijk te leren was. Omdat Dickie Dale geblesseerd was viel MV Agusta-coureur Bill Lomas voor hem in. Lomas won de race en Cecil Sandford werd derde. In de GP van Duitsland werd hij in de 250cc-race derde en in de 350cc-race vierde. In de GP van België, waar de 250cc-klasse niet reed, werd hij in de 350cc-race opnieuw vierde. In de TT van Assen werd hij vijfde in de 250cc-klasse. Ten slotte werd hij in de Ulster Grand Prix vijfde in de 250cc-race en vierde in de 350cc-race. Hij sloot het seizoen af als tweede in de 250cc-klasse en als vijfde in de 350cc-klasse. 

#### 1956
In het seizoen 1956 reed Cecil Sandford in dienst van twee andere merken: Mondial voor de 125cc- en de 250cc-klasse en DKW voor de 350cc-klasse. Voor beide merken was hij - vanwege zijn circuitkennis - de enige deelnemer aan de TT van Man, maar met de Mondials viel hij in beide klassen uit. De DKW RM 350 reed hij naar de vierde plaats in de Junior TT. In de TT van Assen werd hij achter zijn teamgenoot August Hobl vierde in de 350cc-race. In de 125cc-race werd hij vierde. In de GP van België werd hij derde in de 350cc-race. In de GP van Duitsland werd hij vierde in de 350cc-race en zesde in de 125cc-race. In de GP des Nations werd hij vijfde in de 350cc-race. 

#### 1957, tweede wereldtitel
In 1956 was Mondial nog niet klaar om de strijd om de wereldtitel aan te gaan, maar in het seizoen 1957 was dat anders. Cecil Sandford vormde een team met Tarquinio Provini en Sammy Miller. In de GP van Duitsland won regerend wereldkampioen Carlo Ubbiali nog beide klassen en Cecil Sandford werd derde in de 250cc-race. In de TT van Man won Sandford de 250cc-race en werd hij vijfde in de 125cc-race, die door Provini gewonnen werd. Cecil Sandford stond nu aan de leiding van de 250cc-stand. In de TT van Assen werd hij in de 250cc-race tweede achter Provini, maar zijn voorsprong in het WK werd alleen maar groter omdat de MV Agusta-rijders Roberto Colombo, Luigi Taveri en Carlo Ubbiali niet scoorden. In de 125cc-race werd hij vierde. Tijdens de training van de GP van België verongelukte Roberto Colombo, waarna MV Agusta de Italiaanse rijders terugtrok. Carlo Ubbiali was bovendien geblesseerd en de Zwitser Luigi Taveri startte alleen in de 125cc-race. Cecil Sandford had aan de derde plaats in de 250cc-race ruim voldoende om zijn voorsprong in het WK opnieuw te vergroten. In de 125cc-race werd hij derde. Na zijn overwinning in de 250cc-race van de Ulster Grand Prix was hij zeker van zijn tweede wereldtitel, zoals Provini na zijn tweede plaats ook zeker was van de 125cc-titel.

## Na de racecarrière
In 1957 trouwde Cecil Sandford met de 23-jarige Patricia Ann Taylor, de dochter van zijn vroegere sponsor Arthur Taylor. Hij ging werken in de motorzaak van zijn schoonvader, A.R. Taylor (Garages) Ltd. In Bromsgrove. Eind jaren tachtig of begin jaren negentig werd Cecil Sandford directeur en op 2 mei 1991 werd zijn vrouw Pat secretaresse, functies die ze waarschijnlijk overnamen van Pat's jongere broer Richard en diens vrouw Mary Ann.
Het bedrijf bestaat inmiddels niet meer. In 2018 was Cecil Sandford de oudste nog levende wegrace-wereldkampioen.
Sandford overleed op 28 november 2023 op 95-jarige leeftijd.

## Trivia

### Snaefell Mountain Course
Cecil Sandford leek een grote voorliefde te hebben voor de 60 km-lange Snaefell Mountain Course op het eiland Man. Hij debuteerde hier in 1948, toen hij met zijn Velocette KTT Mk VIII uitviel in de Clubmans Junior TT. Hij reed er zo vaak als hij kon en vaak startte hij in een klasse alleen op de Mountain Course, zoals in de Senior TT's van 1950 en 1952 en de Junior TT's van 1952 en 1953. Van 1948 tot 1957 reed hij zo altijd minstens één race op dit circuit. Behalve het feit dat hij hier waarschijnlijk heel graag reed, maakte het hem ook interessant voor de Italiaanse teams, want het was voor buitenlanders heel moeilijk om 60 kilometer stratencircuit te leren kennen, inclusief de verraderlijke stukken als vochtplekken bij ondergrondse stroompjes bij Laurel Bank en Glen Helen, het tegenlicht in de ochtendtrainingen tussen Birkin's Bend en Ramsey en tijdens de latere uren tussen Douglas en Ballacraine, de mistflarden en windvlagen op de Mountain Section, de putdeksels en trottoirbanden bij de doortocht van Kirk Michael, Ramsey en Douglas, de sprongen bij Ballig Bridge en Ballaugh Bridge en de honderden rempunten.

### Rally van Monte Carlo
In 1963 reed Cecil Sandford samen met een vriend een van de eerste driewielige Reliant Regal 3/25-modellen in de Rally van Monte Carlo, niet als deelnemer, maar om de betrouwbaarheid van de auto aan te tonen.

## Wereldkampioenschap wegrace resultaten
Races in cursief geven een snelste ronde tijdens de race aan. Punten (tussen haakjes) zijn inclusief streepresultaten.
| Jaar | Klasse | Team       | Merk                  | 1       | 2       | 3       | 4     | 5       | 6       | 7       | 8     | 9       | Punten                                    | Plaats | Overwinningen                             |                                                | Wereldkampioen |
| ---- | ------ | ---------- | --------------------- | ------- | ------- | ------- | ----- | ------- | ------- | ------- | ----- | ------- | ----------------------------------------- | ------ | ----------------------------------------- | ---------------------------------------------- | -------------- |
| 1950 | 350cc  | Privé      | Velocette KTT Mk VIII | IOM 33  | BEL -   | NED -   | ZWI - |         |         |         |       |         | 3                                         | 13e    | 0                                         | Bob Foster, Velocette KTT Mk VIII              |                |
| 1950 | 350cc  | AJS        | 7R                    |         |         |         |       | ULS 5   | NAT 6   |         |       |         | 3                                         | 13e    | 0                                         | Bob Foster, Velocette KTT Mk VIII              |                |
| 1950 | 500cc  | Privé      | Velocette MSS 500     | IOM DNF | BEL -   | NED -   | ZWI - | ULS -   | NAT -   | 0       | -     | 0       | Umberto Masetti, Gilera 500 4C            |        |                                           |                                                |                |
| 1951 | 250cc  | Privé      | Velocette MOV 250     | SPA -   | ZWI 5   | IOM -   | BEL - | NED -   | FRA -   | ULS -   | NAT - |         | 2                                         | 12e    | 0                                         | Bruno Ruffo, Moto Guzzi Gambalunghino          |                |
| 1951 | 350cc  | Velocette  | KTT Mk VIII           | SPA -   | ZWI 2   | IOM DNF | BEL 4 | NED -   | FRA -   | ULS -   | NAT - | 9       | 9e                                        | 0      | Geoff Duke, Norton 40M                    |                                                |                |
| 1952 | 125cc  | MV Agusta  | 125 Bialbero          |         | IOM 1   | NED 1   |       | DUI 3   | ULS 1   | NAT DNF | SPA 3 |         | 28 (32)                                   | 1e     | 3                                         | Cecil Sandford, MV Agusta 125 Bialbero         |                |
| 1952 | 350 cc | Privé      | Velocette KTT Mk VIII | ZWI -   | IOM 9   | NED -   | BEL - | DUI -   | ULS -   | NAT -   |       | 0       | -                                         | 0      | Geoff Duke, Norton 40M                    |                                                |                |
| 1952 | 500 cc | Privé      | BSA ZB34 Gold Star    | ZWI -   | IOM DNF | NED -   | BEL - | DUI -   | ULS -   | NAT -   | SPA - | 0       | -                                         | 0      | Umberto Masetti, Gilera 500 4C            |                                                |                |
| 1953 | 125cc  | MV Agusta  | 125 Bialbero          | IOM 3   | NED 3   |         | DUI - |         | ULS 2   |         | NAT - | SPA 2   | 20                                        | 2e     | 0                                         | Werner Haas, NSU Rennfox                       |                |
| 1953 | 350 cc | Privé      | Velocette KTT Mk VIII | IOM DNF | NED -   | BEL -   | DUI - | FRA -   | ULS -   | ZWI -   | NAT - |         | 0                                         | -      | 0                                         | Fergus Anderson, Moto Guzzi Monocilindrica 350 |                |
| 1953 | 500cc  | MV Agusta  | 500 4C                | IOM -   | NED -   | BEL -   | DUI - | FRA -   | ULS -   | ZWI -   | NAT 5 | SPA DNF | 2                                         | 15e    | 0                                         | Geoff Duke, Gilera 500 4C                      |                |
| 1954 | 125cc  | MV Agusta  | 125 Bialbero          |         | IOM 3   | ULS 5   | NED - | DUI 5   | NAT DNF | SPA -   |       |         | 8                                         | 8e     | 0                                         | Rupert Hollaus (†), NSU Rennfox                |                |
| 1955 | 250 cc | Moto Guzzi | 250 Bialbero          |         |         | IOM 2   | DUI 2 |         | NED 5   | ULS 5   | NAT - |         | 14                                        | 2e     | 0                                         | Hermann Paul Müller, NSU Sportmax              |                |
| 1955 | 350 cc | Moto Guzzi | Monocilindrica 350    |         | FRA -   | IOM 3   | DUI 4 | BEL 4   | NED -   | ULS 4   | NAT - | 13      | 5e                                        | 0      | Bill Lomas, Moto Guzzi Monocilindrica 350 |                                                |                |
| 1956 | 125 cc | Mondial    | 125 Bialbero          | IOM DNF | NED 4   | BEL -   | DUI 6 | ULS -   | NAT DNF |         |       |         | 4                                         | 13e    | 0                                         | Carlo Ubbiali, MV Agusta 125 Bialbero          |                |
| 1956 | 250 cc | Mondial    | 250 Bialbero          | IOM DNF | NED -   | BEL -   | DUI - | ULS -   | NAT DNF | 0       | -     | 0       | Carlo Ubbiali, MV Agusta 250 Bialbero     |        |                                           |                                                |                |
| 1956 | 350 cc | DKW        | RM 350                | IOM 4   | NED 4   | BEL 3   | DUI 4 | ULS DNF | NAT 5   | 13 (15) | 5e    | 0       | Bill Lomas, Moto Guzzi Monocilindrica 350 |        |                                           |                                                |                |
| 1957 | 125 cc | Mondial    | 125 Bialbero          | DUI -   | IOM 5   | NED 4   | BEL 3 | ULS -   | NAT DNF |         |       |         | 9                                         | 6e     | 0                                         | Tarquinio Provini, Mondial 125 Bialbero        |                |
| 1957 | 250 cc | Mondial    | 250 Bialbero          | DUI 3   | IOM 1   | NED 2   | BEL 3 | ULS 1   | NAT 4   | 26 (33) | 1e    | 2       | Cecil Sandford, Mondial 250 Bialbero      |        |                                           |                                                |                |

## Isle of Man TT resultaten
| Jaar | Klasse                | Team       | Motorfiets            | Plaats | Punten |
| ---- | --------------------- | ---------- | --------------------- | ------ | ------ |
| 1948 | Clubmans Junior TT    | Privé      | Velocette KTT Mk VIII | DNF    | NVT    |
| 1949 | Clubmans Junior TT    | Privé      | Velocette KTT Mk VIII | 5      | 0      |
| 1950 | Junior TT             | Privé      | Velocette KTT Mk VIII | 33     | 0      |
| 1950 | Senior TT             | Privé      | Velocette MSS 500     | DNF    | 0      |
| 1951 | Junior TT             | Velocette  | Velocette KTT Mk VIII | DNF    | 0      |
| 1952 | Ultra-Lightweight TT  | MV Agusta  | 125 Bialbero          | 1      | 8      |
| 1952 | Junior TT             | Privé      | Velocette KTT Mk VIII | 9      | 0      |
| 1952 | Senior TT             | Privé      | BSA ZB34 Gold Star    | DNF    | 0      |
| 1953 | Lightweight 125 cc TT | MV Agusta  | 125 Bialbero          | 3      | 4      |
| 1953 | Junior TT             | Privé      | Velocette KTT Mk VIII | DNF    | 0      |
| 1954 | Ultra-Lightweight TT  | MV Agusta  | 125 Bialbero          | 3      | 4      |
| 1955 | Lightweight 250 cc TT | Moto Guzzi | 250 Bialbero          | 2      | 6      |
| 1955 | Junior TT             | Moto Guzzi | Monocilindrica 350    | 3      | 4      |
| 1956 | Lightweight 125 cc TT | Mondial    | 125 Bialbero          | DNF    | 0      |
| 1956 | Lightweight 250 cc TT | Mondial    | 250 Bialbero          | DNF    | 0      |
| 1956 | Junior TT             | DKW        | RM 350                | 4      | 3      |
| 1957 | Ultra-Lightweight TT  | Mondial    | 125 Bialbero          | 1      | 8      |
| 1957 | Lightweight TT        | Mondial    | 250 Bialbero          | 5      | 2      |